# 望月城
望月城（もちづきじょう）は、長野県佐久市にあった日本の城（山城）。

## 概要
戦国時代、信濃国の佐久郡望月地方の豪族望月氏の山城だった。
城主郭部の標高は780m、市街地の標高が670m程度であるため、比高は110mほど。主郭部の東側は浅い谷津であり、比高は30m程度に過ぎない。
城主郭部（山頂）から南西2kmほどの広さに、主郭から三の郭までが構築され、南方の支城には五の郭までは確認できている。雄大にして堅固な山城で、腰曲輪や帯曲輪、空堀など整然と構築され、比較的保存状態も良い。

## 歴史・沿革
最初の築城は鎌倉時代頃であり、滋野氏の流れを汲む滋野三家の望月氏が本拠地として天神城として築城された。中先代の乱（1335年）8月に、信濃守護の小笠原貞宗が経氏に命令し攻撃・落城したとあるが、望月氏は滅亡せず室町時代に新たに望月城として築城された。
天文12年(1543年）に、武田信玄の猛攻によって陥落するが、望月氏が武田氏の支配下となることで城は存続した。武田氏滅亡後、後北条氏と一年も籠城戦を行い大軍を動員していた後北条方が兵糧等の戦費が負担になり望月氏と和睦をするも、天正10年（1582年）に徳川軍の依田信蕃によって佐久の諸城は攻略され、望月城も一ヶ月半の籠城戦の後に落城した。

## 望月山城光院

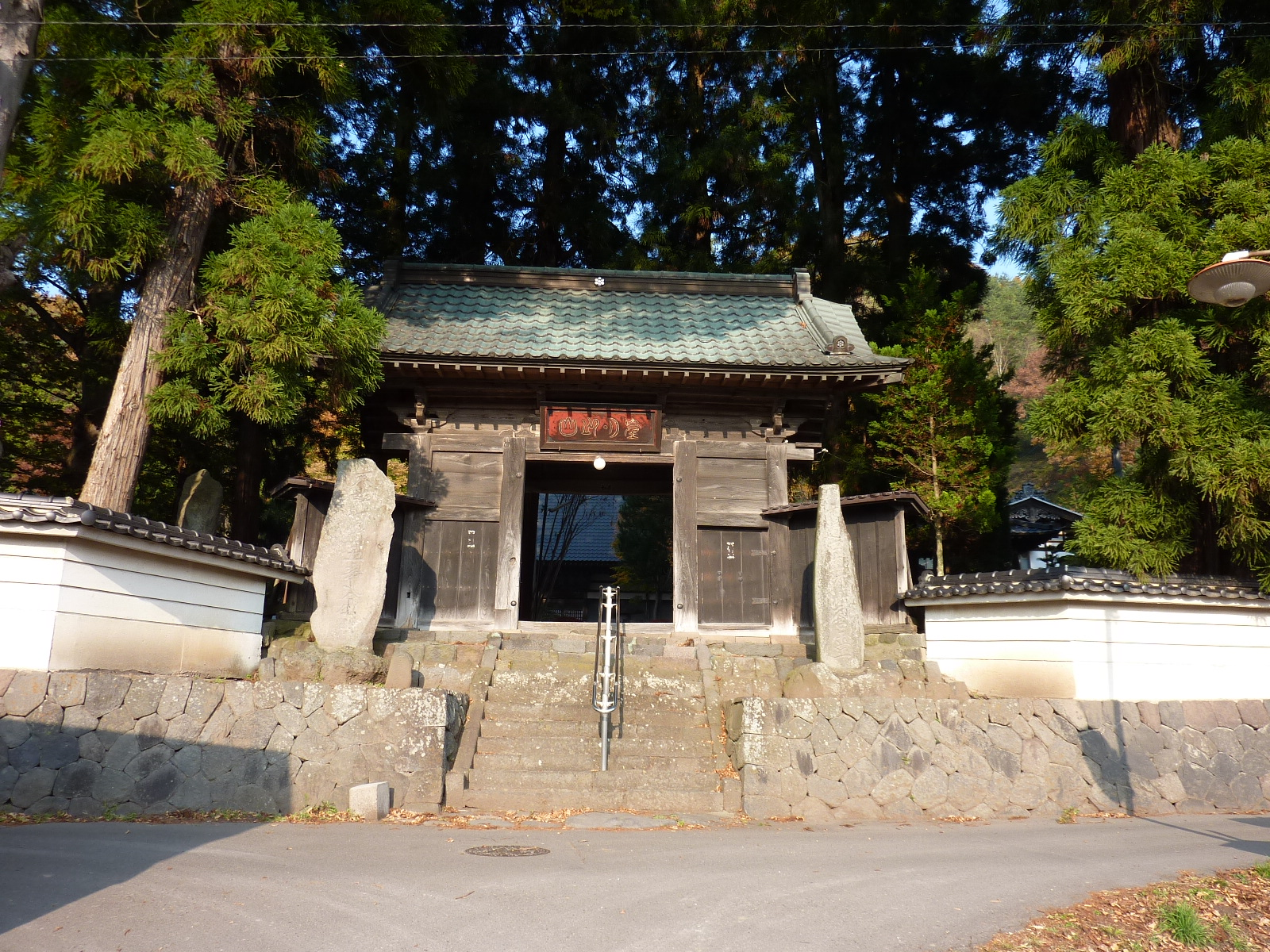
望月山城光院

望月城麓に位置する曹洞宗の寺。甲州北巨摩郡大八田村清光寺。
文明7年（1475年）、望月城主望月遠江守光恒の開基で、望月氏代々の菩提寺。
本堂は享和期（江戸後期）の建築であるが、本尊阿弥陀如来坐像は室町初期の作。望月氏の祖と称せられる善淵王像は、江戸中期安永の造像。本堂裏に室町末期永正年間の宝筐印塔2基がある。

## アクセス
城麓（望月山城光院）まで
- 北陸新幹線佐久平駅より、バス（千曲バス中仙道線佐久平駅前より支所入口で下車）で約24分、バス下車後徒歩で4分
- 北陸新幹線佐久平駅より、中山道11km/車で約30分
- 上信越自動車道佐久IC、小諸ICより、車で約40分

城主郭部まで
- 麓より350m。約20分 - 30分。（階段など整備されておらず、獣道のみ）